# Ellinge Sogn
Ellinge Sogn er et sogn i Kerteminde-Nyborg Provsti (Fyens Stift).
I 1800-tallet var Ellinge Sogn anneks til Skellerup Sogn. Begge sogne hørte til Vindinge Herred i Svendborg Amt. Skellerup-Ellinge sognekommune blev ved kommunalreformen i 1970 indlemmet i Ullerslev Kommune, der ved strukturreformen i 2007 indgik i Nyborg Kommune.
I Ellinge Sogn ligger Ellinge Kirke.
I sognet findes følgende autoriserede stednavne:
- Bækstrup (bebyggelse, ejerlav)
- Bøgebjerg (bebyggelse)
- Bønderskov Huse (bebyggelse)
- Ellinge (bebyggelse, ejerlav)
- Lynskov (bebyggelse)
- Pårup (bebyggelse, ejerlav)